# 德鲁埃特河
德鲁埃特河（法語：Drouette，法語發音：[dʁuɛt]）是法国伊夫林省与厄尔-卢瓦省的河流，是厄尔河的右支流，长39.7千米，发源自欧法日斯，于维利耶勒莫里耶流入厄尔河。